# Monção, Brasilien
Monção är en ort i Brasilien.   Den ligger i kommunen Monção och delstaten Maranhão, i den nordöstra delen av landet, 1 400 km norr om huvudstaden Brasília. Monção ligger 26 meter över havet och antalet invånare är 11 050.
Terrängen runt Monção är mycket platt. Närmaste större samhälle är Pindaré Mirim, 16,5 km sydväst om Monção.
Omgivningarna runt Monção är en mosaik av jordbruksmark och naturlig växtlighet. Runt Monção är det glesbefolkat, med 19 invånare per kvadratkilometer.